# ライヴ (ダニー・ハサウェイのアルバム)
『ライヴ』（Live）は、アメリカ合衆国のR&B歌手ダニー・ハサウェイが1971年に録音、1972年に発表した、キャリア初のライブ・アルバム。ハサウェイのソロ・アルバムとしては最大のヒット作で、ロバータ・フラックとのコラボレーション作品を除けば、自身唯一のゴールドディスク認定アルバムとなった。

## 背景
アルバムの前半（LPのサイド1）には、1971年8月28日と29日にハリウッドのトルバドールで行われた公演からの抜粋が収録され、後半（サイド2）には10月27日から29日にニューヨークのビター・エンドで行われた公演から抜粋された。ただし、「エヴリシング・イズ・エヴリシング」は、ウィリー・ウィークスのベース・ソロのみトルバドール公演の演奏に差し替えられている。
トルバドール公演にはハサウェイと旧知の仲であるフィル・アップチャーチが参加したが、10月のビター・エンド公演ではアップチャーチの都合がつかず、代わりにコーネル・デュプリーが参加した。「リトル・ゲットー・ボーイ」と「ジェラス・ガイ」のバックグラウンド・ボーカルは、バック・バンドのメンバーが担当した。
「愛のゆくえ」はマーヴィン・ゲイのカヴァーで、オリジナル・ヴァージョンのリリースから1年も経たないうちに録音された。「きみの友だち」はキャロル・キングのカヴァーで、ハサウェイは1971年、ロバータ・フラックとのデュエット・ヴァージョンをシングル（Atlantic 45-2808）としてリリースしている。オリジナル曲のうち「ゲットー」と「エヴリシング・イズ・エヴリシング」はデビュー・アルバム『新しきソウルの光と道』（1970年）からの曲で、「ウィアー・スティル・フレンズ」は本作が初出である。「リトル・ゲットー・ボーイ」は、バンド・メンバーのアール・デルーエンがエドワード・ハワードと共作した曲で、ハサウェイが音楽を担当した映画『ハーレム愚連隊』（1972年公開）のサウンドトラックには、スタジオ録音のヴァージョンが収録された。
ハサウェイ自身は、カーティス・メイフィールドの『カーティス/ライヴ!』（1971年）のように2枚組LPとしての発売を望んだが、アトコ・レコードの判断により1枚のLPとして発売された。トルバドール公演及びビター・エンド公演の録音のうち、本作から外された曲の一部は、ハサウェイの死後発売された『イン・パフォーマンス』（1980年）や『ソングス・フォー・ユー LIVE!』（2004年）といったアルバムに収録されている。

## 反響
Billboard 200では18位に達して、『ビルボード』のR&Bアルバム・チャートでは4位、ジャズ・アルバム・チャートでは10位を記録。1972年8月にはRIAAによってゴールドディスクに認定されている。
本作からは「リトル・ゲットー・ボーイ」が唯一のシングル・カットとなり、Billboard Hot 100には入らなかったが、『ビルボード』のR&Bシングル・チャートでは25位を記録した。

## 評価
ジョン・ブッシュはオールミュージックにおいて5点満点中4.5点を付け「オーディエンスの反応や、彼のグループの説得力あるジャズ的な名人芸に徹底的に焦点を当て、率直でエナジーに満ちたセットを収録した、彼のキャリアの中で最も輝かしいアルバムの一つ」「ソウルミュージックの最前線におけるハサウェイの重要性を、確固たるものにした」と評している。また、ピーター・バラカンは自著において本作を「名盤中の名盤」、収録曲「ゲットー」を「ブラック・ミュージックの歴史に残る名演」と評し、ハマ・オカモトは『bounce』において「数あるライヴ盤のなかでも最強」「本当のライヴ・アルバムとはこういう作品のことじゃないかと思わされます」と評している。
「エヴリシング・イズ・エヴリシング」におけるウィリー・ウィークスのベース・ソロも高く評価され、ヴィクター・ウッテンは2013年、MusicRadarの企画で選出した「10エッセンシャル・ベース・アルバム」の一つに本作を挙げて「私にとっては、ソロはこうやって構築するものだという手本で、シンプルに始まりながらも成長や変化を遂げていく」と評している。また、ジョン・ブッシュはオールミュージックにおいて「レコードで聴けるベース・ワークの中でも、特に焼け付くような演奏の一つ」と評している。
本作に収録された「ジェラス・ガイ」のライブ音源は、チャンス・ザ・ラッパーが2013年に発表した楽曲「Juice」でサンプリングされており、同作をプロデュースしたネイト・フォックスは『コンプレックス』のインタビューにおいて「おかしなことに、ダニー・ハサウェイは歴史上最もソウルフルな歌手の一人かもしれないのに、物凄く見過ごされている」とコメントしている。

## 収録曲
Side 1
1. 愛のゆくえ - What's Going On (Renaldo "Obie" Benson, Al Cleveland, Marvin Gaye) – 5:17
2. ゲットー - The Ghetto (Donny Hathaway, Leroy Hutson) – 12:06
3. ヘイ・ガール - Hey Girl (Earl DeRouen) – 4:01
4. きみの友だち - You've Got a Friend (Carole King) – 4:31

Side 2
1. リトル・ゲットー・ボーイ - Little Ghetto Boy (E. DeRouen, Edward Howard) – 4:29
2. ウィアー・スティル・フレンズ - We're Still Friends (D. Hathaway, Glenn Watts) – 5:11
3. ジェラス・ガイ - Jealous Guy (John Lennon) – 3:07
4. エヴリシング・イズ・エヴリシング - Voices Inside (Everything Is Everything) (Richard Evans, Philip Upchurch, Ric Powell) – 13:40

## 参加ミュージシャン
- ダニー・ハサウェイ - ボーカル、エレクトリックピアノ、ピアノ、オルガン、アレンジ
- フィル・アップチャーチ - リードギター (A面 1 - 4)
- コーネル・デュプリー - リードギター (B面 1 - 4)
- マイク・ハワード - ギター
- ウィリー・ウィークス - ベース
- フレッド・ホワイト - ドラムス
- アール・デルーエン - コンガ